# بمب‌گذاری ۲۰۱۷ جاکارتا
بمب‌گذاری ۲۰۱۷ جاکارتا (انگلیسی: 2017 Jakarta bombings) در تاریخ ۲۴ مه ۲۰۱۷ به وقوع پیوست.
در این حمله دو انفجار در یک ترمینال اتوبوس در شرق جاکارتا رخ داد. پلیس تأیید کرد که انفجارها به وسیله دستگاه‌های انفجاری چندگانه در توالت و در بخش دیگری از ترمینال عمل کرده‌است. بر اساس گزارش پلیس اندونزی، این حمله مرگبارترین حمله به پلیس ملی اندونزی بود.

## تلفات
بر اثر این بمب گذاری‌ها ۵ نفر کشته شدند که ۳ پلیس و ۲ مهاجم بودند. همچنین ۱۱ نفر مجروح شدند که به چندین بیمارستان در منطقه شرقی جاکارتا منتقل شدند.

## عاملان حمله
داعش مسئولیت این حمله را پذیرفت.
این حمله تنها دو روز پس از بمب‌گذاری ۲۰۱۷ منچستر آرنا مرتبط با داعش در انگلستان با هدف قرار دادن دختران جوان رخ داد که طی آن ۲۲ نفر کشته شدند.